# Det Norske Luftfartselskap
Det Norske Luftfartsselskap (DNL) war bis 1948 Norwegens nationale Fluggesellschaft. Die Gesellschaft wurde 1933 gegründet und führte in den ersten Jahren lediglich Zubringerdienste zum damaligen Osloer Wasserflugplatz Gressholmen sjøflyhavn durch. 

## Geschichte
Im Jahr 1935 wurden die ersten eigenen Flugzeuge angeschafft:
- eine Junkers W 34, die ab 1. Juni 1935 im norwegischen Luftfahrtregister eingetragen wurde und das Kennzeichen LN-DAB erhielt. Das Flugzeug erhielt den Namen Ternen und wurde auf einer Postroute zwischen Oslo und Kopenhagen (über Göteborg) eingesetzt,
- eine etwas größere Junkers Ju 52 mit dem Kennzeichen LN-DAE mit dem Namen Havørn, und
- eine weitere, 1936 angeschaffte Junkers 52 (LN-DAF), die Najaden getauft wurde.

Im Jahr 1936 eröffnete die DNL eine Sommerroute zwischen Bergen und Tromsø mit drei Flügen in der Woche und Zwischenstopps in Ålesund, Molde, Kristiansund, Trondheim, Brønnøysund, Sandnessjøen, Bodø, Narvik und Harstad. Im Sommer wurde eine weitere Route zwischen Gressholmen und Oslo eingerichtet. Nach dem ersten Flugunglück der Gesellschaft am 16. Juni 1936 bei Lihesten im Sognefjord wurde nur zwei Wochen später eine weitere Ju 52 angeschafft, die auf den Namen Falken getauft wurde. DNL führte diese Küstenrouten in den Sommermonaten seit 1936 bis zur Beschlagnahmung der Flugzeuge durch die deutsche Besatzungsmacht am 9. April 1940 durch.
Ebenfalls 1936 wurde mit den Pan American World Airways eine gemeinsame Transatlantikroute ausgehandelt. Pan American sollte dafür mit ihren Clippern die Strecke New York–Reykjavík übernehmen, DNL sollte die Flüge Reykjavík–Bergen mit einer neu eingekauften Sikorsky S-43 (LN-DAG) übernehmen. Das Flugzeug erhielt den Namen Valkyrien. Dieser Vertrag wurde seitens Pan American ohne Begründung gebrochen. Die DNL setzte das Flugzeug für eine kurze Zeit auf der Sommerroute Oslo–Stockholm ein, es wurde später nach Frankreich verkauft.

## Neubeginn 1946
Nach dem Zweiten Weltkrieg wurde die Gesellschaft am 2. Juli 1946 neu gegründet. Der Flugzeugpark bestand zu diesem Zeitpunkt aus zwei Vorkriegs-Junkers, fünf von der Luftwaffe übernommenen Ju 52, zwei Douglas DC-3/C-47 und zwei neuen Douglas DC-4 Skymaster. Am 1. August 1948 wurden DNL, Det Danske Luftfartselskab (DDL) sowie AB Aerotransport zusammengelegt und bilden seitdem die SAS Scandinavian Airlines.

## Flotte

### Flotte bei Betriebseinstellung
- Douglas DC-3
- Douglas DC-4
- Douglas DC-6
- Short Sandringham

### Zuvor eingesetzte Flugzeuge
- Junkers W 34
- Junkers Ju 52/3m
- Sikorsky S-43

## Zwischenfälle
- Am 16. Juni 1936 wurde eine Junkers Ju 52/3m der DNL (Luftfahrzeugkennzeichen LN-DAE) in den Berg Lihesten in der Nähe von Hyllestad geflogen. Die Maschine war auf dem Weg vom damaligen Seeflughafen Bergen-Sandviken nach Tromsø. Alle sieben Personen an Bord (vier Besatzungsmitglieder, drei Passagiere) wurden getötet. Dies war der erste tödliche Luftverkehrsunfall in Norwegen.[1]

- Am 22. Mai 1946 fiel bei einer Ju 52/3m2e der DNL (LN-LAB) kurz nach dem Start vom Flughafen Oslo-Fornebu der linke Motor aus. Beim Versuch einer Umkehrkurve kam es zum Strömungsabriss, die Maschine streifte Baumwipfel und stürzte in ein Haus am Südrand des Flughafens. Alle 12 Insassen bis auf einen Passagier kamen ums Leben.[2][3]

- Am 28. August 1947 wurde eine Short Sandringham 6 der DNL (LN-IAV) in nur 290 Meter Höhe in die Flanke des 400 Meter hohen, im Nebel liegenden Berges Kvammetind geflogen. Die Maschine war auf dem Weg vom damaligen Seeflughafen Harstad/Narvik nach Bodø. Alle 35 Menschen an Bord (8 Besatzungsmitglieder, 27 Passagiere) wurden getötet. Dies war der schwerste Unfall einer Sandringham und zur damaligen Zeit der schwerste tödliche Luftverkehrsunfall in Norwegen.[4]

- Am 2. Oktober 1948 verunglückte eine Sandringham 5 der DNL (LN-IAW) bei der Landung auf dem damaligen Seeflughafen Trondheim-Hommelvik. Beim Landen in schwerer See und Seitenwind war es zum Kontrollverlust gekommen. Von den 45 Insassen kamen 19 ums Leben (siehe auch Flugunfall des Flugboots Bukken Bruse).[5]